# Rytířstvo Neposkvrněné

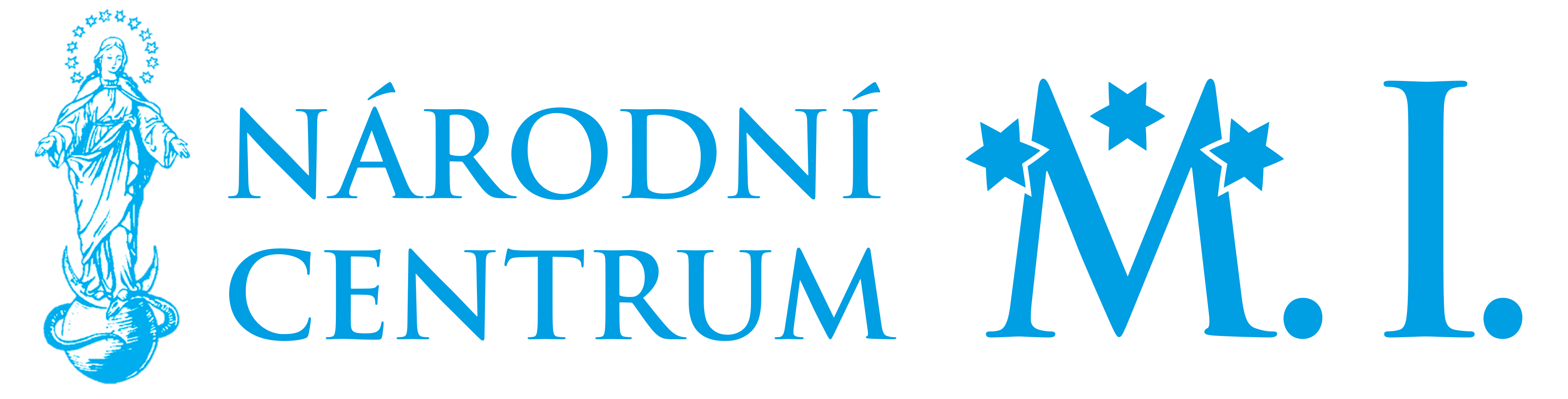
Logo Národního centra Rytířstva Neposkvrněné v České republice

Rytířstvo Neposkvrněné (lat. Militia Immaculatae, zkratka MI) je mezinárodní katolické evangelizační hnutí, které založil sv. Maxmilián Kolbe v 1917 roce, sdružující lidi dobré vůle osobně zasvěcené službě Bohu skrze Neposkvrněnou.

## Historie

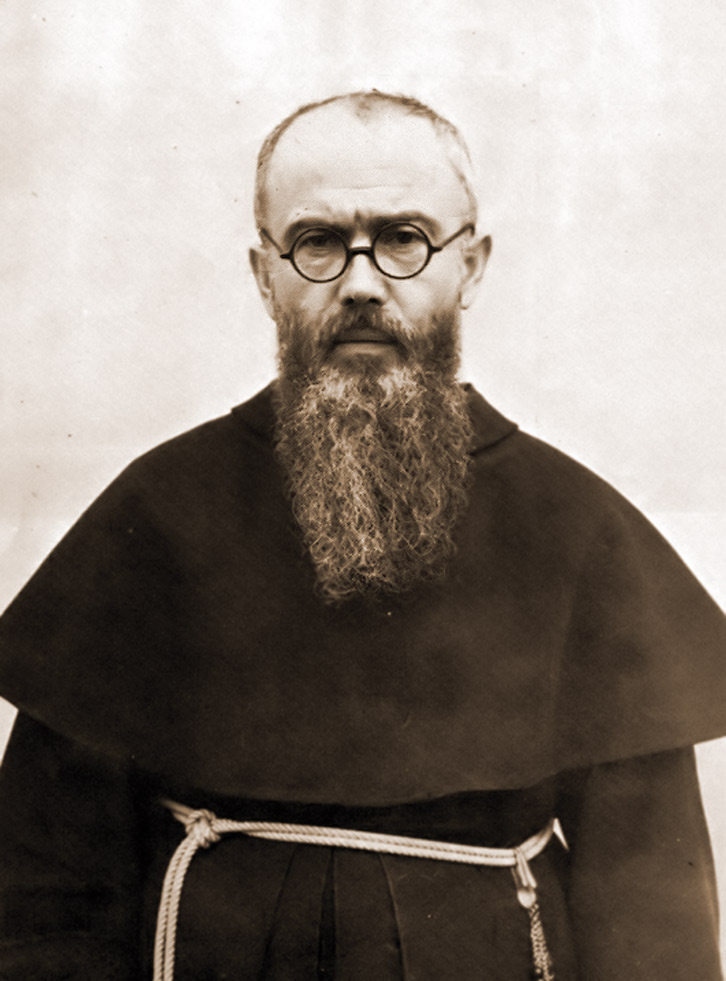
Maxmilián Kolbe v roce 1936

Během svých studií v Římě se sv. Maxmilián Kolbe v 1917 stal svědkem demonstrace svobodných zednářů, kteří toho roku slavili 300 let. V průvodu byly neseny transparenty s proticírkevními hesly, které se sv. Maxmiliána osobně dotkly a rozhodl se založit hnutí, kterého hlavním cílem by byl boj se zlem a zednářstvím, ne však sílou, ale modlitbou a obnovou mravů.
Se svým záměrem se svěřil spolubratrům, kteří o věci smýšleli podobně. Sedm bratří zakladatelů se oficiálně sešlo 16. října 1917, kdy vypracovali statuty Rytířstva. Bratři se začali scházet pravidelně a šířili ideje Rytířstva ze začátku hlavně v římském minoritském semináři, později i šiřeji mezi věřícími.
28. března 1919 udělil členům MI ústní požehnání papež Benedikt XV., a nedlouho poté písemné požehnání udělil generální vikář řádu minoritů o. Dominik Tavani. Hnutí MI oficiálně potvrdil ve jménu Církve kardinál Basilio Pompilj 2. ledna 1920.
Hnutí se rychle šířilo hlavně v Polsku, Itálii a Rumunsku. V Polsku MI šířil hlavně sv. Maxmilián Kolbe, který v rámci Rytířstva od ledna 1922 vydával časopis Rycerz Niepokalanej (Rytíř Neposkvrněné). Národní centrum MI v Polsku je od roku 1927 v Niepokalanově, klášteře minoritů, který sv. Maxmilián postavil jako tiskárnu a pro komunitu bratří, kteří se chtěli zvlášť odevzdat Neposkvrněné. Brzy se tento klášter stal klášterem s největším počtem řeholníků na světě.
V současné době se Mezinárodní centrum Rytířstva Neposkvrněné nachází v Římě. V jejím čele (2020) stojí prezidentka Angela Morais.

## Cíle
Hlavním cílem je osobní zasvěcení se Panně Marii, nošení a šíření Zázračné medailky, osobní obrácení a modlitbu „Ó Maria, beze hříchu počatá, oroduj za nás, kteří se k Tobě utíkáme, i za všechny, kteří se k Tobě neutíkají, zvláště za nepřátele Církve svaté a za ty, kdo jsou Ti svěřeni.“ Rytíři se svým zasvěcením usilují o „obrácení hříšníků a těch, kdo ještě nepoznali Krista, zvláště o obrácení nepřátel Církve svaté a o posvěcení všech pod ochranou a prostřednictvím Panny Marie Neposkvrněné."  Zakladateli velmi leželo na srdci obrácení zednářů a nápravu zla jimi páchaného.

## V České republice
Není známo, že by Rytířstvo proniklo na území dnešní České republiky v meziválečném období či v době komunistické totality. Hnutí v ČR bylo oficiálně založeno v roce 1992 a od tohoto roku vydává i časopis Immaculata, který navazuje na maxmilianovského Rycerza Niepokalanej. Národní centrum MI má sídlo v Brně, v konventu minoritů na ulici Minoritská 1.